# Шварцшильд (лунный кратер)
Шва́рцшильд (лат. Schwarzschild) — большой лунный ударный кратер диаметром около 210 км. Расположен в северной области обратной стороны Луны. Ближайшие известные кратеры — Сирс на северо-востоке и Гамов на юго-востоке. Назван в честь немецкого физика и астронома Карла Шварцшильда (1873–1916).

## Описание кратера
Несколько нерегулярный внешний край Шварцшильда перекрыт множеством более мелких ударных кратеров, включая наиболее заметный Шварцшильд К в южной области и Шварцшильд D на северо-востоке. Вал кратера имеет приблизительно округлую форму с выпуклостью наружу вдоль юго-западной стороны. Вал сглажен и модифицирован ударной эрозией, особенно на северо-востоке. Сразу к северо-востоку от Шварцшильда К находится короткая цепочка небольших кратеров, лежащих на краю и внутреннем склоне Шварцшильда.
Внутреннее плато Шварцшильда относительно ровное сравнительно с пересечённой местностью снаружи и особенно ровное в северо-северо-восточной половине. К западу от центра есть область низких горных хребтов неправильной формы. Юго-восточнее центральной части Шварцшильда находится спутниковый кратер Шварцшильд L, окружённый валом из материала, выброшенного во время его образования.

## Сателлитные кратеры

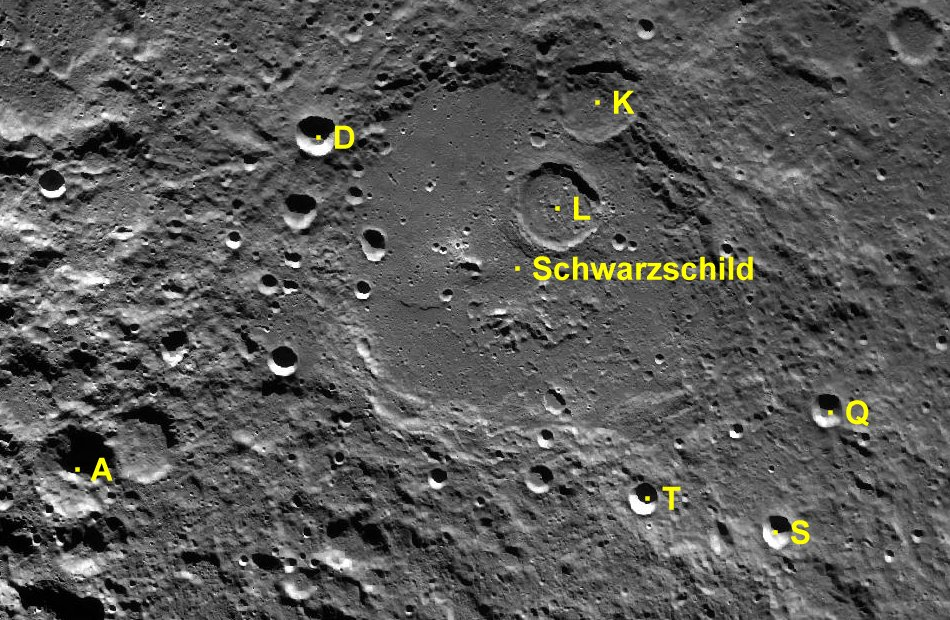
Сателлитные кратеры Шварцшильда

| Шварцшильд | Координаты                                              | Диаметр, км |
| ---------- | ------------------------------------------------------- | ----------- |
| A          | 78°28′ с. ш. 124°14′ в. д. / 78,47° с. ш. 124,24° в. д. | 44,7        |
| D          | 71°41′ с. ш. 131°45′ в. д. / 71,69° с. ш. 131,75° в. д. | 21,9        |
| K          | 67°21′ с. ш. 124°49′ в. д. / 67,35° с. ш. 124,81° в. д. | 41          |
| L          | 69°05′ с. ш. 121°50′ в. д. / 69,08° с. ш. 121,83° в. д. | 45,4        |
| Q          | 66°14′ с. ш. 108°50′ в. д. / 66,24° с. ш. 108,83° в. д. | 17,5        |
| S          | 67°43′ с. ш. 104°32′ в. д. / 67,72° с. ш. 104,53° в. д. | 16,8        |
| T          | 69°50′ с. ш. 107°38′ в. д. / 69,83° с. ш. 107,63° в. д. | 15,6        |